# Opius robustus
Opius robustus är en stekelart som beskrevs av Telenga 1950. Opius robustus ingår i släktet Opius och familjen bracksteklar. Inga underarter finns listade i Catalogue of Life.